# اوبیدیم
اوبیدیم (به بلغاری: Obidim) یک منطقهٔ مسکونی در بلغارستان است، که در شهرداری بنسکا واقع شده‌است. اوبیدیم ۶۴٬۹۶۲ کیلومتر مربع مساحت و ۱۲۰ نفر جمعیت دارد و ۱٬۲۰۰ متر بالاتر از سطح دریا واقع شده‌است.